# Satyrus julianus
Satyrus julianus är en fjärilsart som beskrevs av Hermann Stauder 1911. Satyrus julianus ingår i släktet Satyrus och familjen praktfjärilar. Inga underarter finns listade.